# Eduard Schewardnadse

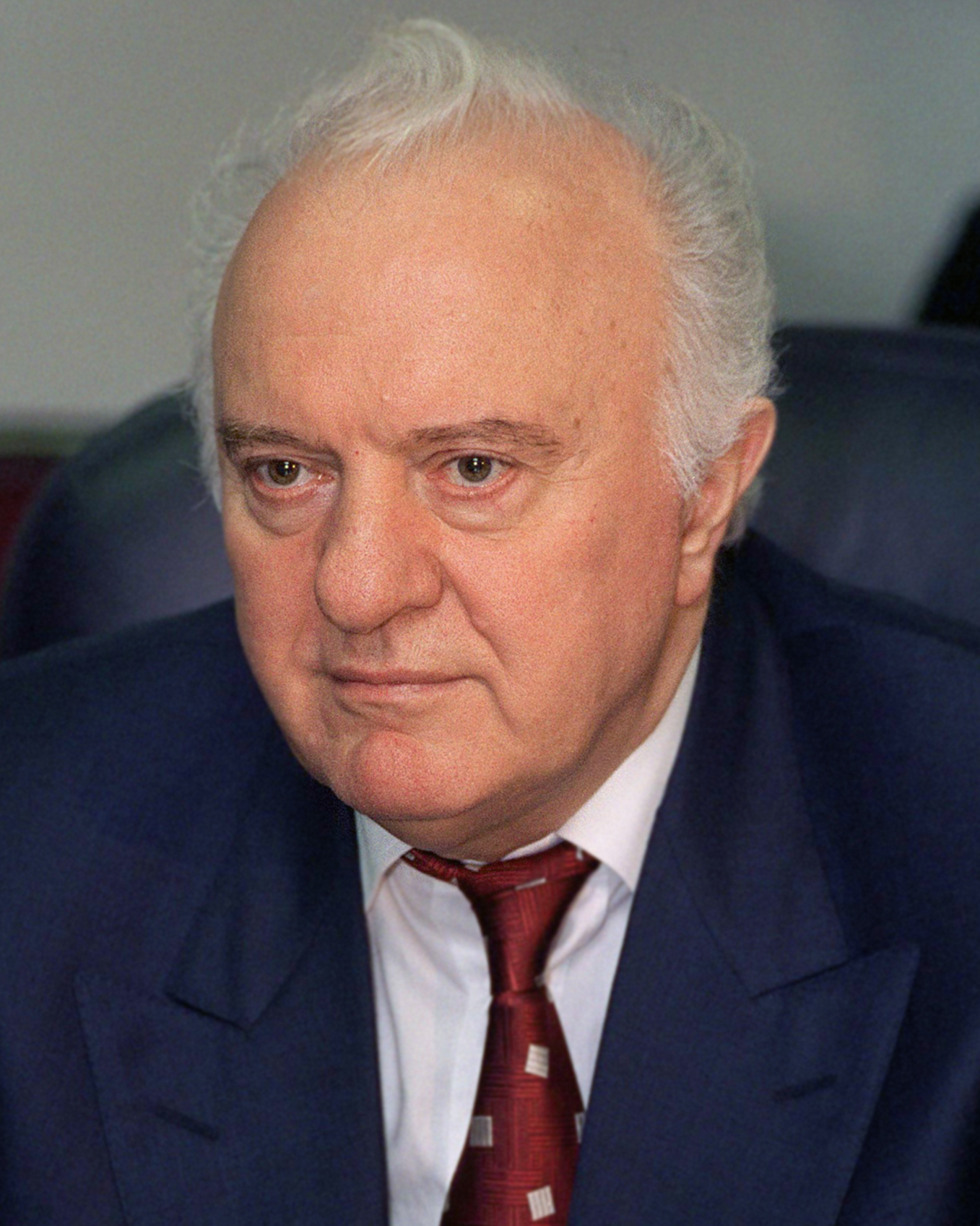
Eduard Schewardnadse (1997)

Eduard Schewardnadse (georgisch ედუარდ შევარდნაძე; russisch Эдуард Амвросиевич Шеварднадзе Eduard Amwrossijewitsch Schewardnadse; * 25. Januar 1928 in Mamati, Gurien, Georgische SSR, Transkaukasische SFSR; † 7. Juli 2014 in Tiflis) war ein sowjetischer und georgischer Politiker. Er war von 1985 bis 1990 sowie Ende 1991 Außenminister der Sowjetunion. Von 1992 bis 1995 war er Staatsratsvorsitzender Georgiens und bis 2003 dessen zweiter Präsident.

## Leben
Eduard Schewardnadse wurde als Sohn eines Lehrers im Dorf Mamati in Gurien geboren und hatte eine Schwester und drei Brüder. Der Vater wurde während des Großen Terrors 1937 verhaftet, kam jedoch mit Hilfe eines früheren Schülers frei, der beim Innenministerium der UdSSR (NKWD) arbeitete. Sein Bruder Akaki starb im Juni 1941 im Kampf gegen die deutschen Invasionstruppen in Brest-Litowsk.
1946 trat Schewardnadse der staatlichen Jugendorganisation Komsomol und 1948 der Kommunistischen Partei bei. Er besuchte bis 1951 die Parteischule und wurde Funktionär des Komsomol. 1957 bis 1961 war er Erster Sekretär des Komsomol der Georgischen SSR. 1958 wurde er Mitglied des Zentralkomitees der georgischen KP.
1959 wurde er Mitglied des Obersten Sowjets der Georgischen SSR.
1964 war er erster Stellvertreter des georgischen Ministers für öffentliche Ordnung, von 1965 bis 1972 georgischer Innenminister sowie von 1972 bis 1985 Erster Sekretär der KP der Georgischen SSR.
Nach seinem Amtsantritt als Generalsekretär der KPdSU im März 1985 berief Michail Gorbatschow Schewardnadse überraschend im Juli 1985 zum Nachfolger des seit 1957 amtierenden Außenministers Andrei Gromyko. Zusammen mit Gorbatschow leitete Schewardnadse eine außenpolitische Wende ein und blieb bis 1990 im Amt. Vom 19. November bis zum 26. Dezember 1991 hatte er das Amt nochmals inne.
Sein Entgegenkommen bei der deutschen Wiedervereinigung und folgend bei den Zwei-plus-Vier-Verhandlungen (1990) sowie die Unterstützung der Westorientierung der baltischen Sowjetrepubliken und osteuropäischer Verbündeter brachte ihm den Titel „Totengräber des Sowjetreiches“ ein.
Schewardnadse war der zweite Präsident Georgiens nach dem Zerfall der Sowjetunion. 1992 wurde der georgische Präsident Swiad Gamsachurdia durch einen Putsch der Nationalgarde abgelöst. Die Putschisten riefen Schewardnadse ins Land und ernannten ihn zum Vorsitzenden des georgischen Staatsrates. Er trat das Amt am 10. März 1992 an. „Ich wusste, dass ich nicht legitimiert war, das Amt des Staatschefs zu übernehmen“, sagte Schewardnadse später: „Aber ich war mir sicher, dass nur ich Georgien aus Chaos und Krise herausholen und zur Demokratie würde führen können.“
Auf Eduard Schewardnadse wurden drei Attentate verübt, das erste von russischen Militärs im Krieg in Abchasien 1992–1993 am 3. Oktober 1992. Am 29. August 1995 wurde er bei einem Bombenanschlag in Tiflis leicht verletzt. Im November 1995 wurde Schewardnadse mit 70 % der Stimmen zum Präsidenten gewählt. Am 9. Februar 1998 wurde er erneut Ziel eines Anschlags, bei dem sein ihm von der deutschen Bundesregierung geschenkter gepanzerter Dienstwagen mit Maschinengewehren und Panzerfaust angegriffen wurde. Bei den Präsidentschaftswahlen 2000 wurde er in seinem Amt bestätigt.
Seit Mitte der 1990er Jahre versuchte Schewardnadse, politischen Nachwuchs heranzuziehen. Er holte junge engagierte Leute, die im Ausland studiert hatten, zurück nach Georgien. Der Nachwuchs wollte die überkommene Bestechungs- und Clankultur in Georgien nicht länger hinnehmen und geriet in Konflikt mit ihm. Dazu zählten Micheil Saakaschwili, Surab Schwania und Nino Burdschanadse, die bald die Opposition  anführten.
Schewardnadses Block „Für ein neues Georgien“ ging aus der Parlamentswahl vom 2. November 2003 offiziell als Sieger hervor. Opposition und internationale Wahlbeobachter warfen dem Präsidenten und seiner Partei jedoch vor, die Wahlen gefälscht zu haben.
Mit Demonstrationen und Aufrufen zum zivilen Ungehorsam erzwang die Opposition in der Rosenrevolution den Rücktritt Schewardnadses. Nachdem Demonstranten am 22. November 2003 das Parlamentsgebäude und die Staatskanzlei gestürmt hatten, reichte Schewardnadse am 23. November seinen Rücktritt ein. Obgleich er noch am Abend zuvor den Ausnahmezustand ausgerufen hatte, verzichtete er darauf, die Armee gegen die Demonstranten einzusetzen.
Mit der neuen georgischen Regierung zeigte er sich ein Jahr nach dem Machtwechsel versöhnt. Er bezeichnete sie als „sehr junge talentierte Leute“, die „Erfolg haben“ werden. Im April 2004 baten die Vereinten Nationen Schewardnadse, Berater von Generalsekretär Kofi Annan zu werden.
Der Nachname Schewardnadse heißt ins Deutsche übersetzt „Sohn des Falken“. Wegen seiner politischen Fähigkeiten bekam er in Georgien den Spitznamen Tetri Mel(i)a (dt. „Weißer Fuchs“). Er war mit der Journalistin Nanuli Zagareischwili-Schewardnadse verheiratet. Sie starb am 20. Oktober 2004 in Tiflis an einem Herzinfarkt.
Er hatte eine Tochter und einen Sohn: Manana ist Direktorin der georgischen Fernsehfilm-Studios, Paata ist Chef des UNESCO-Büros in Tiflis. Seine Enkelin Sophie Schewardnadse ist Journalistin und Moderatorin.
Aus Notizen eines seiner Mitarbeiter geht hervor, dass Gorbatschow und Schewardnadse bereits 1987 Erich Honecker vorschlugen, die Berliner Mauer abzureißen.
Schewardnadse starb nach langer Krankheit im Alter von 86 Jahren am 7. Juli 2014 in Tiflis.

## Auszeichnungen
1993 erhielt er den Immanuel-Kant-Preis der Hamburger Alfred Toepfer Stiftung F.V.S. 1999 wurde er mit dem W. Averell Harriman Democracy Award des US-amerikanischen National Democratic Institute (NDI) und am 15. Oktober desselben Jahres unter Protesten georgischer Oppositioneller mit dem Ehrendoktor der Friedrich-Schiller-Universität Jena ausgezeichnet. Ebenfalls 1999 wurde ihm die Ehrenbürgerschaft der Stadt Jerewan verliehen. In den USA wurden ihm sieben Ehrendoktortitel verliehen. Er war Ehrenmitglied des Club of Rome.

## Zitate
„Wenn im östlichen Lager wie in Polen ein Nichtkommunist Regierungschef werden könne, wieso dann nicht auch umgekehrt, ein Kommunist im Westen?“ (in einer Rede vor der UN-Vollversammlung am, 26. September 1989)
„Die Unterdrückung der Gedankenfreiheit führt unweigerlich zu einem Energiestau, der schließlich jede von einem totalitären System oder einer Diktatur errichtete Mauer zum Einsturz bringen wird.“

## Trivia
In dem Kinofilm „Der bewegte Mann“ (1994) ist „Schewardnadse“ der Name des Kanarienvogels der Hauptfigur Axel.

## Schriften
- Sovetskaja Gruzija. Izdatel'stvo Političeskoj Literatury, Moskva 1982
- Der Frieden ist sicherer geworden. Nowosti, Moskau 1989
- Die sowjetische Haltung zur Europäischen Einigung. in: Europa-Archiv, Bonn. Jg. 45 (1990), S. D127–D136
- Europa. Zeit der Wandlungen. APN, Moskau 1990
- Deutsche Neuordnung. Fromm, Osnabrück 1990
- Revolution in Moskau. Der Putsch und das Ende der Sowjetunion. Rowohlt, Hamburg 1991, ISBN 3-499-13122-6 (mit Andrej Gurkow, Wolfgang Eichwede [Hrsg.])
- Die Zukunft gehört der Freiheit. Rowohlt, Hamburg 1991, ISBN 3-498-06255-7
- Georgien, ein Paradies in Trümmern. Aufbau, Berlin 1993, ISBN 3-7466-0155-X (mit Naira Gelaschwili)
- Die neue Seidenstraße. Verkehrsweg ins 21. Jahrhundert. Econ, München 1999, ISBN 3-430-17955-6
- Pikri Tsarsulsa da Momawalze – Memuarebi (ფიქრი წარსულსა და მომავალცე - მემუარები) [dt. Gedanken über die Vergangenheit und die Zukunft - eine Erinnerung]. Tbilisi 2006
- Als der Eiserne Vorhang zerriss – Begegnungen und Erinnerungen. Peter W. Metzler, Duisburg 2007. Aktualisierte, neu konzipierte und ergänzte Ausgabe von Pikri Tsarsulsa da Momawalze – Memuarebi. Die deutsche Ausgabe ist Grundlage für alle Übersetzungen und Ausgaben außerhalb der georgischen Sprache. ISBN 978-3-936283-10-5
- Когда рухнул железный занавес. Встречи и воспоминания.Эдуард Шеварднадзе, экс-президент Грузии, бывший министр Иностранных дел СССР. Предисловие Александра Бессмертных. Übersetzung aus der deutschen in die russische Sprache. Russische Lizenzausgabe von „Als der Eiserne Vorhang zerriss“. Grundlage der russischen Ausgabe ist die deutsche Ausgabe. М.: Издательство “Европа”; 2009; ISBN 978-5-9739-0188-2